# إيفيتوت
إيفيتوت (الجرينلاندية: Ivittuut) هي بلدة تعدين مهجورة حالياً بجنوب جرينلاند، وتتبع بلدية سيرميرسوك.

## المناخ
يظهر الجدول التالي التغييرات المناخية على مدار السنة لإيفيتوت:
| البيانات المناخية لـإيفيتوت                           | البيانات المناخية لـإيفيتوت | البيانات المناخية لـإيفيتوت | البيانات المناخية لـإيفيتوت | البيانات المناخية لـإيفيتوت | البيانات المناخية لـإيفيتوت | البيانات المناخية لـإيفيتوت | البيانات المناخية لـإيفيتوت | البيانات المناخية لـإيفيتوت | البيانات المناخية لـإيفيتوت | البيانات المناخية لـإيفيتوت | البيانات المناخية لـإيفيتوت | البيانات المناخية لـإيفيتوت | البيانات المناخية لـإيفيتوت |
| الشهر                                                 | يناير                       | فبراير                      | مارس                        | أبريل                       | مايو                        | يونيو                       | يوليو                       | أغسطس                       | سبتمبر                      | أكتوبر                      | نوفمبر                      | ديسمبر                      | المعدل السنوي               |
| ----------------------------------------------------- | --------------------------- | --------------------------- | --------------------------- | --------------------------- | --------------------------- | --------------------------- | --------------------------- | --------------------------- | --------------------------- | --------------------------- | --------------------------- | --------------------------- | --------------------------- |
| الدرجة القصوى °م (°ف)                                 | 13.3 (55.9)                 | 14.4 (57.9)                 | 15.6 (60.1)                 | 16.1 (61.0)                 | 23.3 (73.9)                 | 30.1 (86.2)                 | 23.3 (73.9)                 | 21.7 (71.1)                 | 21.1 (70.0)                 | 19.4 (66.9)                 | 17.8 (64.0)                 | 15.6 (60.1)                 | 30.1 (86.2)                 |
| متوسط درجة الحرارة الكبرى °م (°ف)                     | −4.4 (24.1)                 | −3.3 (26.1)                 | −0.6 (30.9)                 | 3.3 (37.9)                  | 8.3 (46.9)                  | 12.2 (54.0)                 | 13.9 (57.0)                 | 12.8 (55.0)                 | 8.3 (46.9)                  | 4.4 (39.9)                  | 0.0 (32.0)                  | −2.8 (27.0)                 | 4.3 (39.7)                  |
| متوسط درجة الحرارة الصغرى °م (°ف)                     | −11.1 (12.0)                | −11.1 (12.0)                | −8.9 (16.0)                 | −4.4 (24.1)                 | 0.6 (33.1)                  | 3.9 (39.0)                  | 5.6 (42.1)                  | 5.0 (41.0)                  | 2.2 (36.0)                  | −1.7 (28.9)                 | −5.6 (21.9)                 | −8.9 (16.0)                 | −2.9 (26.8)                 |
| أدنى درجة حرارة °م (°ف)                               | −27.8 (−18.0)               | −28.9 (−20.0)               | −27.2 (−17.0)               | −20.6 (−5.1)                | −10.6 (12.9)                | −2.2 (28.0)                 | 0.6 (33.1)                  | −1.7 (28.9)                 | −5.6 (21.9)                 | −12.8 (9.0)                 | −17.8 (0.0)                 | −26.7 (−16.1)               | −28.9 (−20.0)               |
| الهطول مم (إنش)                                       | 83.8 (3.30)                 | 66.0 (2.60)                 | 86.4 (3.40)                 | 63.5 (2.50)                 | 88.9 (3.50)                 | 81.3 (3.20)                 | 78.7 (3.10)                 | 94.0 (3.70)                 | 149.9 (5.90)                | 144.8 (5.70)                | 116.8 (4.60)                | 78.7 (3.10)                 | 1٬132٫8 (44.6)              |
| المصدر: Sistema de Clasificación Bioclimática Mundial |                             |                             |                             |                             |                             |                             |                             |                             |                             |                             |                             |                             |                             |